# Musée de la lavande
Le musée de la lavande propose une collection permanente rassemblant une grande exposition de pièces de collection.
Le musée assure des visites guidées thématiques ou audio-guidée, des ateliers, des exposés, des activités et divers événements tout au long de l'année, présentant la vraie lavande fine de Provence (Lavandula Officinalis).

## Histoire
Depuis 1991, le Musée de la Lavande accueille les visiteurs à Coustellet, au cœur du Parc naturel régional du Luberon. Ce musée est entièrement consacré à la lavande fine, son histoire, son parfum, ses vertus et sa culture.
Georges Lincelé, fondateur du Musée de la Lavande est un  provençal originaire d’Apt, issu d’une famille de producteur et distillateur. Le musée a été créé pour redonner toute sa valeur à la lavande fine, plante endémique de la Provence. Grand collectionneur, ses recherches se sont portées sur tous les objets liés à l’histoire de la lavande et  sur la seule région productrice lavande fine, la Provence.
Le musée permet la mise en scène de l'ensemble et l'ouverture au public.

## Les collections

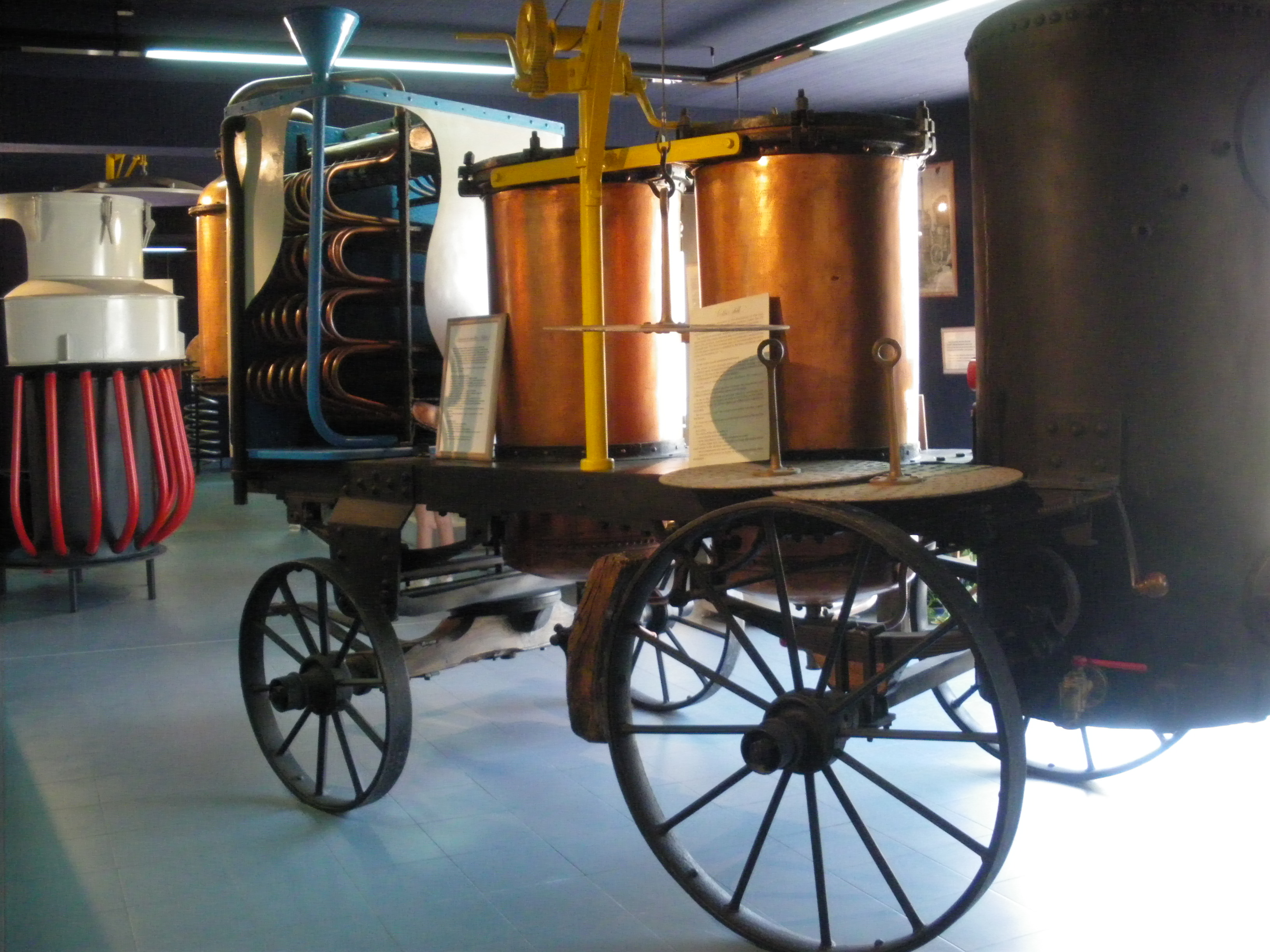
alambic mobile

Le musée possède plusieurs collections liées à la lavande :
- des alambics, de production de l'huile essentielle, du XVIIe siècle à nos jours,
- du matériel agricole, lié à la culture et la cueillette de la lavande,
- étiquettes et matériel de commercialisation de la lavande et de ses huiles essentielles,
- costumes traditionnels.

Et aussi des objets presque uniques comme une Roue Garnier datant de 1902.

## Activités
En plus du musée, et sa boutique, l'équipe propose des animations en saison de culture et production : présentation des différents types botaniques de lavande, distillation sur place à l'aide d'alambics itinérant, organisation de circuits découvertes éducatifs.

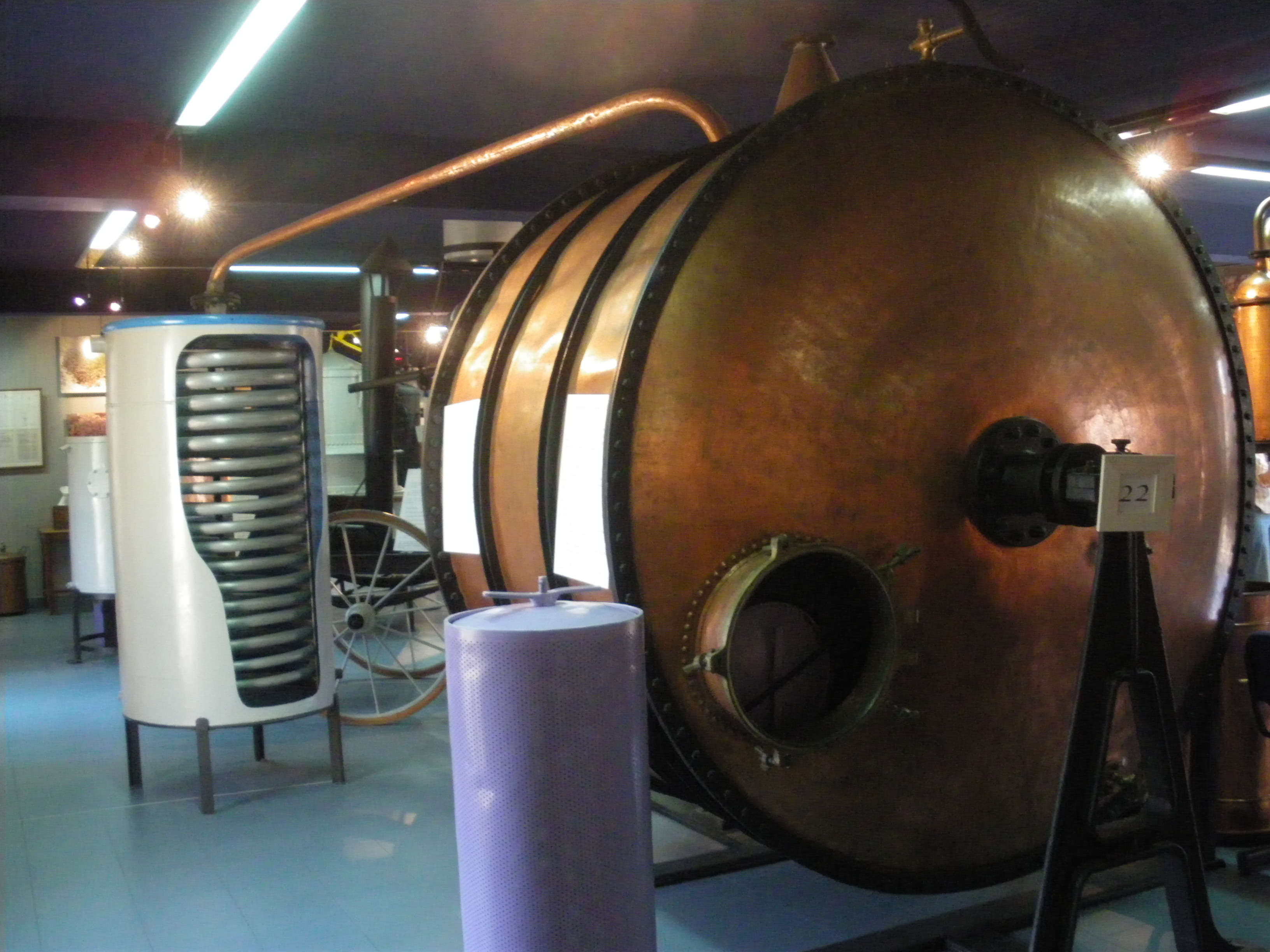
Alambic à concrète.